# Kabinett Gerbrandy III

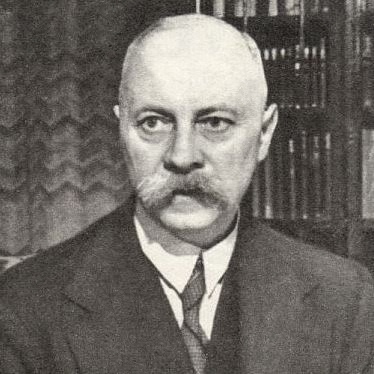
Ministerpräsident Pieter Sjoerds Gerbrandy.

Das Kabinett Gerbrandy III war die Regierung der Niederlande vom 23. Februar bis zum 25. Juni 1945 unter Ministerpräsident Pieter Sjoerds Gerbrandy. Dieses Kabinett bestand größtenteils aus Personen aus dem befreiten südlichen Teil der Niederlande. Zu den neuen Ministern gehörten Louis Beel und Jan de Quay. Königin Wilhelmina wollte ein von den politischen Parteien getrenntes und innovatives Kabinett.
Das dritte Kabinett Gerbrandy entstand, nachdem Königin Wilhelmina das Vertrauen in die Mehrheit der Minister des Kabinetts Gerbrandy II verlor. Dieses Kabinett reichte am 23. Januar 1945 seinen Rücktritt ein. Zuvor waren die sozialdemokratischen Minister nach einem Konflikt zurückgetreten, nachdem Innenminister Jaap Burger zunächst sogar entlassen worden war. Gerbrandy erhielt am 8. Februar 1945 als „Formateur“ einen neuen Auftrag zur Kabinettsbildung, nachdem der bisherige Außenminister Eelco van Kleffens einen entsprechenden Antrag abgelehnt hatte.
Nach der Befreiung bot das Kabinett am 12. Mai 1945 seinen Rücktritt an, um den Weg für ein neues Kabinett zu ebnen. Dieses Kabinett, das Kabinett Schermerhorn/Drees, trat sein Amt am 25. Juni 1945 an.

## Politische Situation
Das Kabinett regierte zunächst von London aus, einige Minister lebten jedoch schon seit einiger Zeit in den befreiten Niederlanden darunter Beel in Oisterwijk. Ein wichtiger Teil der Verwaltungsaufgaben im befreiten Teil der Niederlande wurde unter der Verantwortung des Kriegsministers von der Militärbehörde (Militair Gezag) unter der Leitung von Generalmajor Hendrik Johan Kruls ausgeführt.
Nach dem Krieg schlug Minister Beel eine vorübergehende Regelung für die Kommunal- und Provinzbehörden vor. Es wurden Notgemeinderäte geschaffen, die von einem separaten örtlichen Wahlkollegium ernannt werden mussten. Am 5. Mai 1945 wurden die gesamten Niederlande befreit. Damit betrachtete das Kabinett seine Aufgabe als erledigt. Eine Woche später reichte es seinen Rücktritt ein.

## Mitglieder des Kabinetts
Dem Kabinett gehörten folgende Personen an:
| Amt                                                       | Amtsinhaber                                             | Partei                     | Beginn der Amtszeit            | Ende der Amtszeit           |
| --------------------------------------------------------- | ------------------------------------------------------- | -------------------------- | ------------------------------ | --------------------------- |
| Ministerpräsident                                         | Pieter Sjoerds Gerbrandy                                | ARP                        | 23. Februar 1945               | 25. Juni 1945               |
| Minister für die allgemeine Kriegsführung des Königreichs | Pieter Sjoerds Gerbrandy                                | ARP                        | 23. Februar 1945               | 25. Juni 1945               |
| Außenminister                                             | Eelco van Kleffens                                      | Parteiloser                | 23. Februar 1945               | 25. Juni 1945               |
| Justizminister                                            | Pieter Sjoerds Gerbrandy (kommissarisch)                | ARP                        | 23. Februar 1945               | 25. Juni 1945               |
| Innenminister                                             | Louis Beel                                              | RKSP                       | 23. Februar 1945               | 25. Juni 1945               |
| Minister für Unterricht, Kunst und Wissenschaften         | Gerrit Bolkestein                                       | VDB                        | 23. Februar 1945               | 25. Juni 1945               |
| Finanzminister                                            | Gerardus Huysmans                                       | RKSP                       | 23. Februar 1945               | 25. Juni 1945               |
| Kriegsminister                                            | Jim de Booy (kommissarisch) Jan de Quay                 | Liberaler Parteiloser RKSP | 4. April 1945 23. Februar 1945 | 4. April 1945 25. Juni 1945 |
| Marineminister                                            | Jim de Booy                                             | Liberaler Parteiloser      | 23. Februar 1945               | 25. Juni 1945               |
| Minister für Wasserwirtschaft                             | Frans Wijffels (kommissarisch) Theodoor Philibert Tromp | RKSP Liberaler Parteiloser | 4. April 1945 23. Februar 1945 | 4. April 1945 25. Juni 1945 |
| Minister für Handel, Industrie und Landwirtschaft         | Hans Gispen                                             | ARP                        | 23. Februar 1945               | 25. Juni 1945               |
| Minister für Schifffahrt und Fischerei                    | Jim de Booy                                             | Liberaler Parteiloser      | 23. Februar 1945               | 25. Juni 1945               |
| Sozialminister                                            | Frans Wijffels                                          | RKSP                       | 23. Februar 1945               | 25. Juni 1945               |
| Minister für Überseegebiete                               | Josef Ignaz Julius Maria Schmutzer                      | RKSP                       | 23. Februar 1945               | 25. Juni 1945               |
| Minister ohne Geschäftsbereich beim Außenminister         | Edgar Michiels van Verduynen                            | Liberaler Parteiloser      | 23. Februar 1945               | 25. Juni 1945               |